# Karl Vögeli
Karl Vögeli (* 1942) ist ein Schweizer Journalist.
Vögeli studierte Germanistik an der Universität Zürich. Danach war er Redaktor bei der Schweizerischen Depeschenagentur, Leiter der Lokalredaktion des Berner Tagblatts und Leiter der Bundeshausredaktion beim Blick.
1978 sollte Vögeli Roger Schawinski als Chefredaktor der Zeitung Die Tat ersetzen, worauf es zum Streik kam, der zum Ende dieser Zeitung führte. Danach war er Leiter der Abteilung Neue Medien beim Migros-Genossenschafts-Bund, technischer Chefredaktor der Migros-Presse sowie publizistischer und verlegerischer Leiter der Coop-Presse.
2005 bis 2015 leitete Vögeli die Vögeli Medienconsulting GmbH und hielt Vorträge. Von 2012 bis 2017 war er Präsident der Oertli-Stiftung.